# 후르덴
후르덴(Hurden)은 스위스 슈비츠주의 프라이엔바흐 시정촌에 있는 마을이다. 1217년에 처음 언급된 ‘de Hurden’이라는 이름은 반도와 지역 주민들이 사용하던 ‘휘르덴’ 또는 ‘후르덴’이라고 하는 직조 공예품으로 만든 통발에 사용되었다.

## 역사
고고학적 유물은 테히니쿰 섬 정착지에서 발견되었으며, 최초의 목조 다리(BC 1523년, 2001년 재건됨) 유적이 제담 지역 북서쪽의 하일리크 휘슬리라고 불리는 오버제 호숫가 근처에 위치한 후르덴으로 연결된다. 정착지 ‘프라이엔바흐–후르덴 로스호른’과 ‘프라이엔바흐-후르덴 제펠트’의 주거지를 포함하여 4개의 인접한 선사 시대 정착지와 초기 호수 횡단로는 유네스코 세계문화유산인 알프스 주변의 선사시대 말뚝 주거지의 일부이다. 기원전 1523년경, 오버제에서 라퍼스빌과 후르덴 사이의 첫 번째 호수 교차점이 2001년에 발견되었으며, 마르쿠스 아우렐리우스 (161-180) 치하의 로마 제국이 아래에 6m 너비의 목조 다리를 건설한 2세기 후반까지 여러 번 재건되었다.
역사가들은 서기 981년 라퍼스빌(라퍼스빌)의 아인지들러하우스(Einsiedlerhaus)라고 불리는 10세기 페리 선착장과 린덴호프 언덕의 포도원에서 호숫가의 켐프라텐, 뤼첼라우, 우페나우섬과 아마도 현재의 후르덴 사이에 있다고 언급한다. 제담 지협의 선사 시대 다리가 재건되기 전에 호수를 건너기 위해 아인지델른으로 향했다. 1358년까지 라퍼스빌과 후르덴 사이의 페리 서비스가 언급되었다. 1358년에서 1360년 사이, 오스트리아 공작 루돌프 4세, 길이가 약 1,450m이고 너비가 4m인 1878년에 사용된 호수 건너편에 목조 다리를 건설했다. 우페나우섬에서 후르덴까지의 작은 나무다리는 1430년경에 언급되었는데, 이른바 우페나우로 가는 길히베크 길을 의미한다. 1443년 구취리히 전쟁 동안 다리에 불이 났고, 1712년 제2차 빌메르겐 전투의 결과 후르덴은 취리히, 베른, 글라루스의 개신교 주에 의해 통치되었다.

헬베티아 공화국 기간인 1798년에 후르덴은 린트주에 새로 설립된 라퍼스빌구의 일부가 되었으며, 1803년에는 새로 설립된 페피콘의 일부가 되었다. 1873년 스위스 연방 의회는 오늘날의 석조 댐과 다리 건설을 승인했다. 1990년부터 후르덴에 호화로운 빌라가 널리 건설되었다.
2001년에 댐을 따라 840m에 이르는 첫 건널목을 위한 새로운 나무다리가 개통되었다. 그것은 라퍼스빌과 인근 다리 예배당(Heilig Hüsli)을 연결하는 원래 다리와 같은 장소에 지어졌다.

## 지리
후르덴 마을은 취리히 호수의 남쪽 해안에서 가장 좁은 지점이 돌출된 반도에 위치하고 있다. 반도는 취리히 호수가 형성된 마지막 빙하기가 끝날 때 린트 빙하가 후퇴한 데서 유래했다. 이 후퇴는 현재 취리히 호수가 차지하고 있는 계곡을 가로질러 빙퇴석을 남겼다. 이 빙퇴석의 더 높은 남쪽 부분은 호수의 수위 위로 확장되어 반도를 형성했고, 낮은 북쪽 부분은 다른 깊은 호수의 얕은 부분을 형성한다. 이것 때문에 취리히 호수는 북서쪽의 큰 호수와 동쪽의 작은 오버제의 두 부분으로 나뉘게 되었다.
인공으로 만들어진 제담은 인공 둑길과 다리를 조합하여 반도 끝과 호수 북쪽 기슭의 라퍼스빌 사이의 얕은 물을 건너고 도로와 철도를 연결한다. 제담 서쪽에는 보행자를 위한 목조 다리(홀츠브뤼케 라퍼스빌-후르덴)가 있으며, 이 다리는 2001년에 동서 호숫가를 잇는 최초의 다리를 재건하여 건설되었다. 후르덴 운하 건설 이후 반도 기슭을 가로질러 자연 반도가 인공섬으로 변모하였다. 슈테르넨브뤼케 다리는 선박 운하를 가로질러 도로와 철도를 모두 전달한다.
후르덴에는 또한 프라우엔빈켈 보호 구역이 있다. 이 지명은 965년 황제 오토 1세가 아인지델른 수도원에 우리의 사랑하는 아내(Unserer lieben Frau)라는 장식품을 기부한 것에서 유래한다.

## 문화 유산
이 지역은 후르덴의 오버제 호숫가에 위치하고 취리히제와 오버제 호수 지역 사이의 제담 지협에 위치해 있다. 이곳은 선사 시대 호수 교차점과 매우 가깝고 4개의 선사 시대 말뚝 주거 지가 이웃해 있다: 프라이엔바흐–후르덴 로스호른, 프라이엔바흐 –후르덴 제펠트, 제구벨 및 라퍼스빌-요나-테히니쿰. 시간이 지남에 따라 호수의 크기가 커졌기 때문에 원래 주거지는 현재 406m의 수면 아래 약 4m ~ 7m 지점에 있었다.
알프스 주변의 선사시대 말뚝 주거지는 유네스코 세계문화유산 56개 스위스 유적지의 일부일 뿐만 아니라, 정착촌은 스위스 국가 및 지역 중요 문화재 목록에 국가 중요 A등급 대상으로 등재되어 있다.

## 교통
마을은 라퍼스빌-페피콘 철도 선로와 주요 도로로 연결되며, 이 두 도로는 모두 제담을 가로지른다. 마을에 있는 후르덴역은 취리히 S-반 노선 S40이 운행되며, 2015년 후반의 시간표 수정 이전에 S-반 S5가 운행되었다. 1943년 남부 후르덴은 후르덴 선박 운하 건설로 분할되었다. 상부를 하부 취리히 호수로 연결했다. 이제 취리히제-해운회사(ZSG)의 배는 취리히 호수에서 취리히호 상류까지 통과할 수 있게 되었고, 반도는 실제로 본토와 단절된 실제 섬이 되었다. 후르덴 선박 운하를 가로지르는 슈터넨브뤼케 다리는 2010년 3월 15일과 11월 사이에 40톤 트럭이 제담을 건널 수 있도록 재건되었다.

## 같이 보기
- 알프스 주변의 선사시대 말뚝 주거지